# Закрута
Закру́та — ландшафтний заказник місцевого значення в Україні. Об'єкт природно-заповідного фонду Вінницької області.
Розташований у межах Тиврівського району Вінницької області, на схід від села Рогізна.
Площа 40 га. Оголошений відповідно до рішення 9 сесії Вінницької облради 22 скликання від 28.03.1997 року. Перебуває у віданні Маловулизької сільської ради.
Статус надано для збереження цінної ділянки природної степової рослинності. Територія заказника розташована в мальовничій долині річки Південний Буг, на схилах крутизною 15-50° та в заплаві річки (на правому березі). На схилах зростає різнотрав'я: безсмертник, жовтозілля, буркун, цикорій, льонок польовий, оман бритавський, а також сон-трава, занесений до Червоної книги України. Тут на денну поверхню виходять граніти та каолінові глини. У заплаві є озеро, заросле осокою низькою, поширена лучна рослинність.
З тварин трапляються характерні для цієї місцевості види: заєць, лисиця, ховрах, вуж, гадюка, ящірка. У зарослому озері гніздяться дикі качки. На території заказника дозволено регульований випас худоби.
Заказник «Закрута» входить до складу регіональноно ландшафтного парку «Середнє Побужжя».

## Галерея

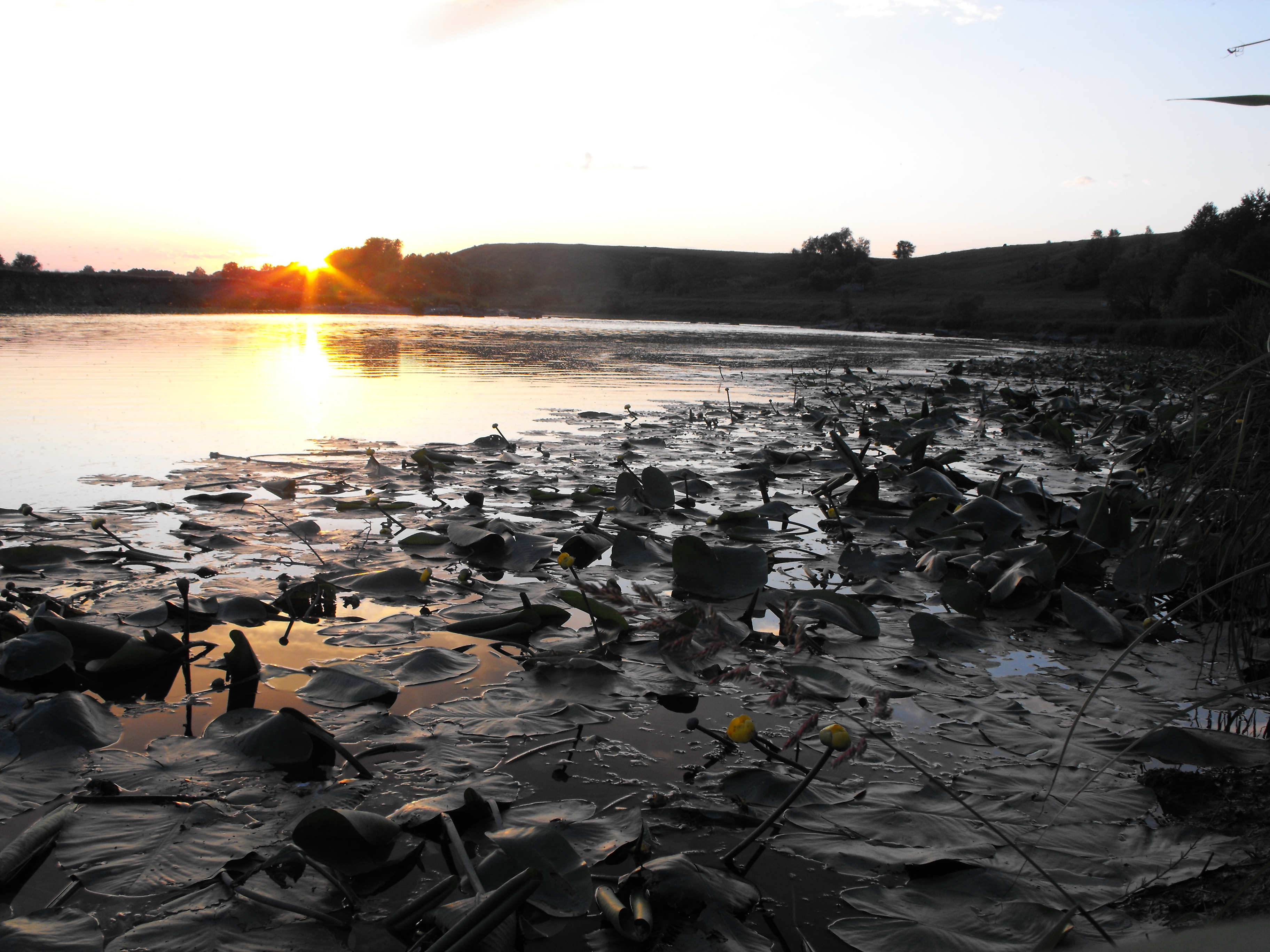
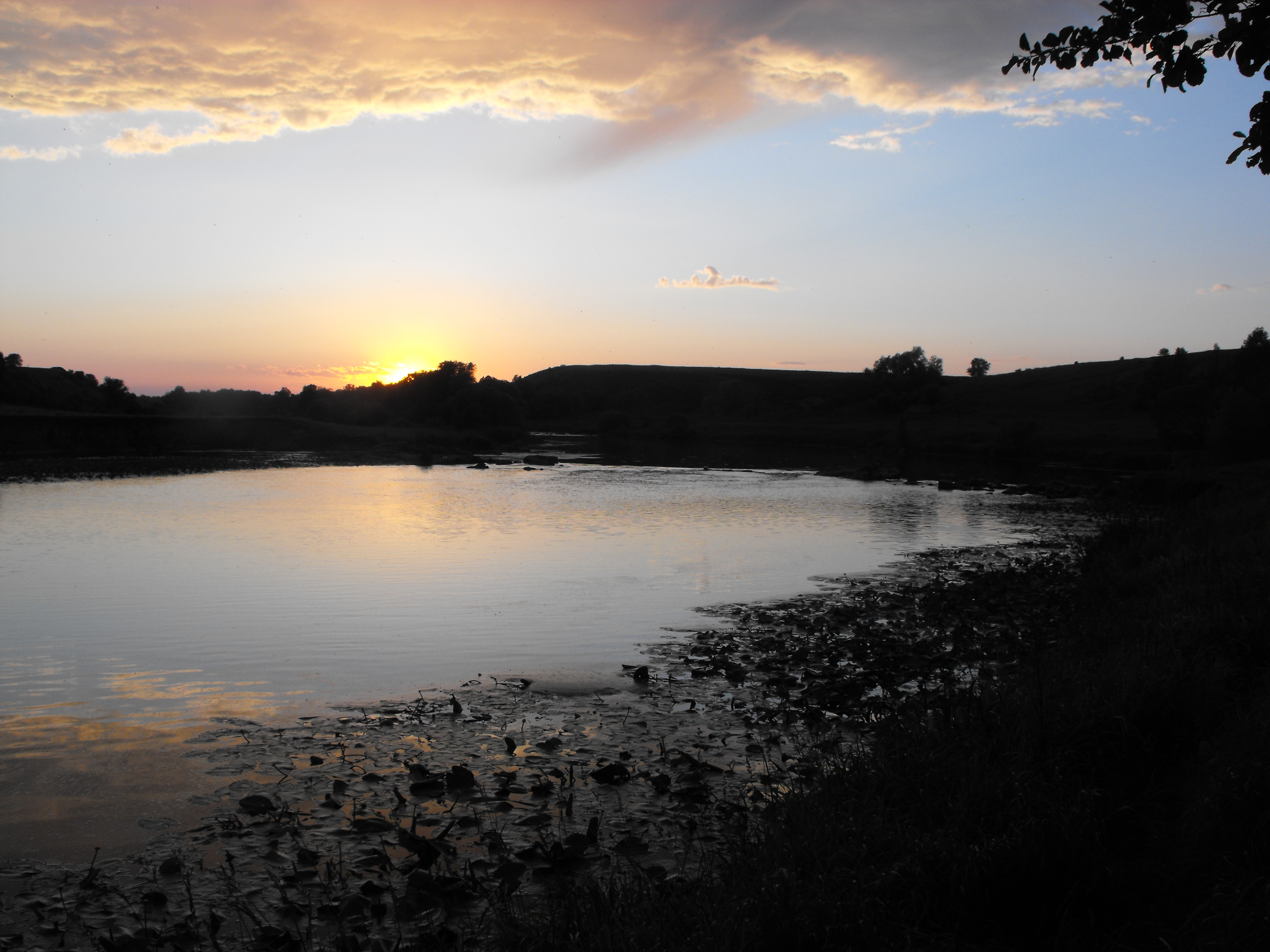
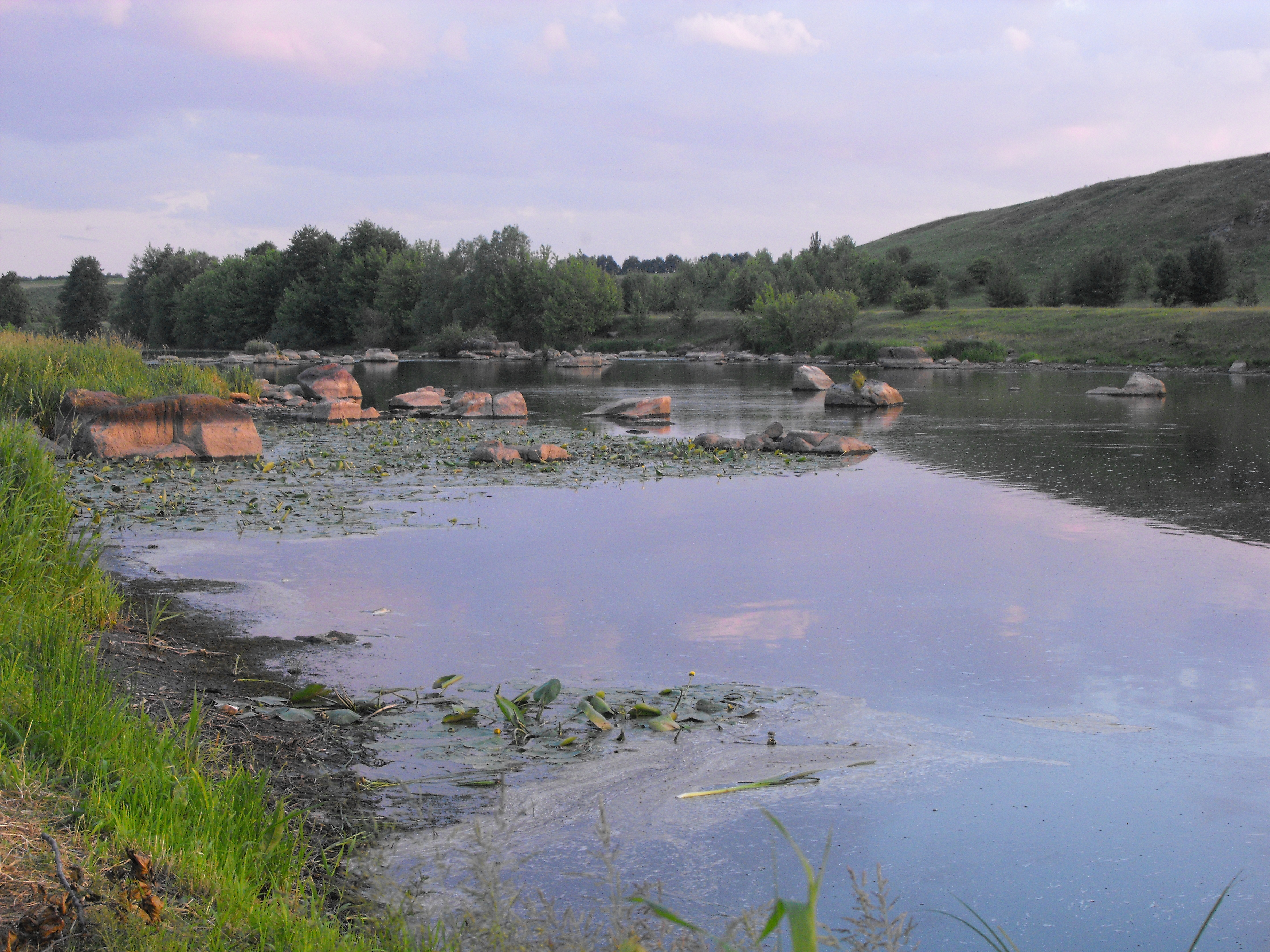
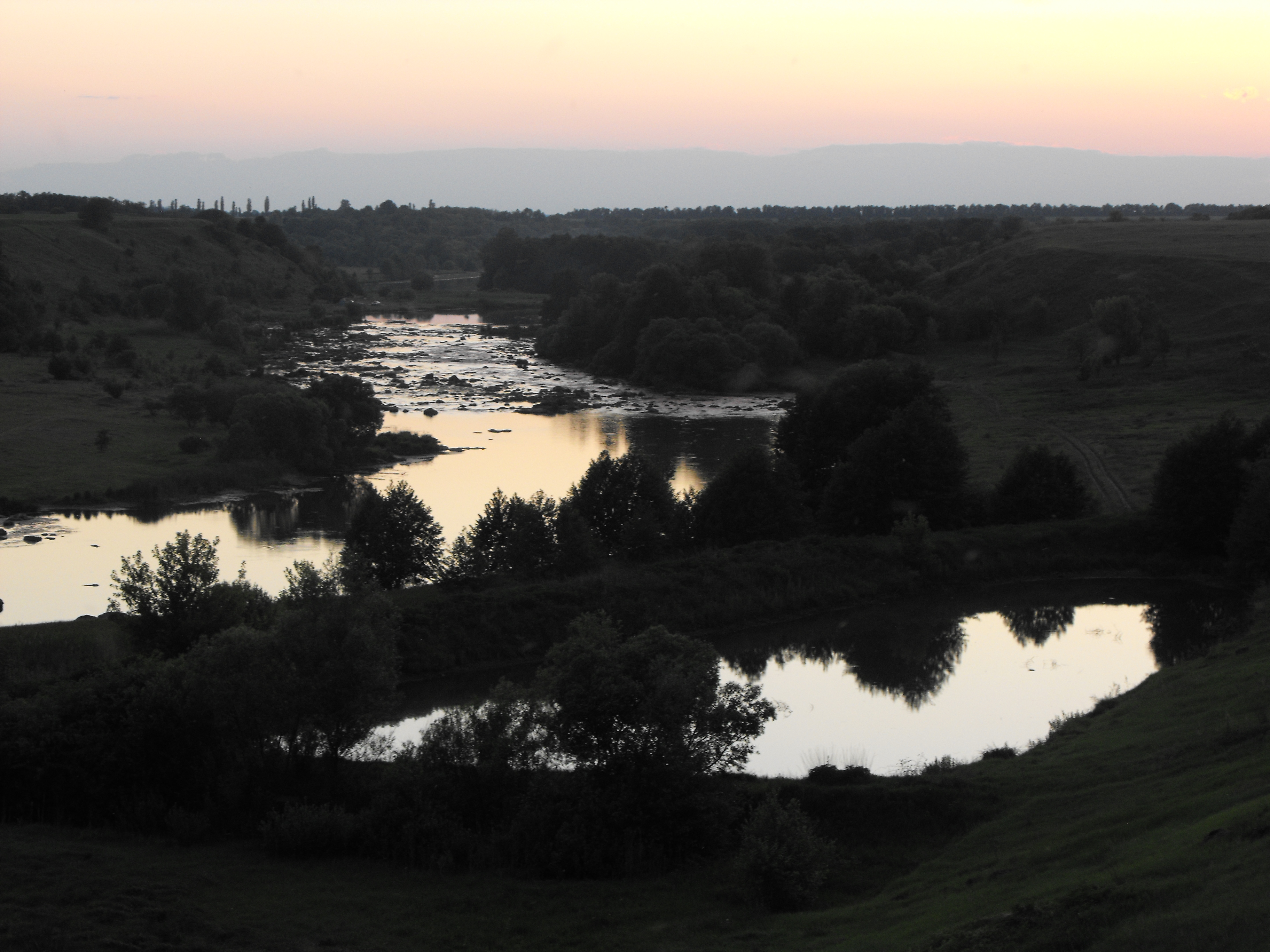